# Чемпионат Европы по горному бегу 2013
Чемпионат Европы по горному бегу 2013 прошёл 6 июля в горнолыжном курорте Боровец (Болгария). Участники соревновались в дисциплине горного бега «вверх». Разыгрывались 8 комплектов наград: по 4 в индивидуальном и командном зачётах. Соревнования проходили среди взрослых спортсменов и юниоров (до 20 лет).
Трасса была проложена по территории горнолыжного курорта. Участники взбирались на гору Мусалу — высочайшую вершину Болгарии и горного массива Рила (2925 м). Финиш был расположен на склоне на высоте 2360 метров над уровнем моря.
На старт вышли 217 бегунов (116 мужчин и 101 женщина) из 27 стран Европы. Каждая страна могла выставить до 4 человек в каждый из 4 забегов, командное первенство подводилось по сумме мест трёх лучших из них.
В женском забеге на старт вышли сразу пять чемпионок Европы разных лет, в том числе действующая, Моника Фюрхольц из Швейцарии. Однако золотую медаль выиграла победительница чемпионата 2005 года, Андреа Майр из Австрии. Она одержала уверенную победу, опередив ближайшую преследовательницу более чем на одну минуту.
Итальянец Бернард Дематтеис прервал гегемонию Ахмета Арслана, который выиграл шесть предыдущих чемпионатов Европы. В этот раз представитель Турции стал только третьим, пропустив вперёд ещё и Алекса Бальдаччини.
Забег юниоров выиграл самый молодой его участник: на момент соревнований Рамазану Карагёзу исполнилось только 16 лет. Большинство соперников турка были старше него на 2-3 года. Аналогичная ситуация сложилась у юниорок, где чемпионкой стала 17-летняя Мелани Альбрехт из Германии.

## Расписание
| Дата        | Время | Забег   |
| ----------- | ----- | ------- |
| 6 июля 2013 | 09:00 | Юниорки |
| 6 июля 2013 | 09:15 | Юниоры  |
| 6 июля 2013 | 09:45 | Женщины |
| 6 июля 2013 | 10:30 | Мужчины |

Время местное (UTC+2)

## Призёры
Курсивом выделены участники, чей результат не пошёл в зачёт команды

### Мужчины и юниоры
| Дисциплина                                | Золото                                                                            | Золото  | Серебро                                                                           | Серебро | Бронза                                                                          | Бронза   |
| ----------------------------------------- | --------------------------------------------------------------------------------- | ------- | --------------------------------------------------------------------------------- | ------- | ------------------------------------------------------------------------------- | -------- |
| 11,8 км перепад высот: +1152 м −151 м     | Бернард Дематтеис Италия                                                          | 56.30   | Алекс Бальдаччини Италия                                                          | 57.35   | Ахмет Арслан Турция                                                             | 57.47    |
| 11,8 км (команды)                         | Италия · Бернард Дематтеис · Алекс Бальдаччини · Ксавье Шеврье · Мартин Дематтеис | 7 очков | Великобритания · Стивен Вернон · Кристофер Смит · Орландо Эдвардс · Робби Симпсон | 31 очко | Турция · Ахмет Арслан · Дениз Казан · Орхан Авджы · Акиф Китир                  | 51 очко  |
| Юниоры 8,8 км перепад высот: +1027 м −0 м | Рамазан Карагёз Турция                                                            | 48.51   | Шехмус Сарыхан Турция                                                             | 49.54   | Микеле Вайя Италия                                                              | 50.29    |
| Юниоры 8,8 км (команды)                   | Турция · Рамазан Карагёз · Шехмус Сарыхан · Омер Тунджер · Наиф Бозкурт           | 21 очко | Италия · Микеле Вайя · Джампаоло Кротти · Надир Каванья · Микаэль Монелла         | 22 очка | Румыния · Андрей Лянкэ · Йонуц Думитру · Михай Фэлческу · Александру Добрицеску | 36 очков |

### Женщины и юниорки
| Дисциплина                                | Золото                                                                        | Золото   | Серебро                                                                           | Серебро  | Бронза                                                                           | Бронза  |
| ----------------------------------------- | ----------------------------------------------------------------------------- | -------- | --------------------------------------------------------------------------------- | -------- | -------------------------------------------------------------------------------- | ------- |
| 8,8 км перепад высот: +1027 м −0 м        | Андреа Майр Австрия                                                           | 51.49    | Валентина Белотти Италия                                                          | 52.54    | Матея Косовель Словения                                                          | 53.08   |
| 8,8 км (команды)                          | Италия · Валентина Белотти · Элиза Деско · Ренате Рунггер · Саманта Галасси   | 11 очков | Швейцария · Бернадетт Майер · Мартина Штрель · Ангела Хальдиман · Моника Фюрхольц | 36 очков | Великобритания · Эмма Клейтон · Оливия Уолвин · Сара Танстолл · Ребекка Робинсон | 52 очка |
| Юниорки 3,5 км перепад высот: +530 м −0 м | Мелани Альбрехт Германия                                                      | 25.49    | Чешминаз Йылмаз Турция                                                            | 26.29    | Леа Эйнфальт Словения                                                            | 27.06   |
| Юниорки 3,5 км (команды)                  | Россия · Ольга Шарпова · Ксения Федорчук · Екатерина Ивонина · Ксения Махнёва | 24 очка  | Великобритания · Катриона Грейвс · Аннабель Мейсон · Джорджия Малир · Лидия Шарп  | 26 очков | Турция · Чешминаз Йылмаз · Ремзийе Темель · Экин Эсра Калыр                      | 34 очка |

## Медальный зачёт
Медали завоевали представители 9 стран-участниц.
 Принимающая страна
| Место | Страна         | Золото | Серебро | Бронза | Всего |
| ----- | -------------- | ------ | ------- | ------ | ----- |
| 1     | Италия         | 3      | 3       | 1      | 7     |
| 2     | Турция         | 2      | 2       | 3      | 7     |
| 3     | Австрия        | 1      | 0       | 0      | 1     |
| 3     | Германия       | 1      | 0       | 0      | 1     |
| 3     | Россия         | 1      | 0       | 0      | 1     |
| 6     | Великобритания | 0      | 2       | 1      | 3     |
| 7     | Швейцария      | 0      | 1       | 0      | 1     |
| 8     | Словения       | 0      | 0       | 2      | 2     |
| 9     | Румыния        | 0      | 0       | 1      | 1     |
| Всего | Всего          | 8      | 8       | 8      | 24    |